# Virus U de la pomme de terre
Nepovirus usolani
Espèce
Synonymes
- Potato virus U (ICTV, 1991)

Nepovirus usolani, le virus U de la pomme de terre (PVU, acronyme de Potato virus U), est un virus  pathogène des plantes du groupe des Nepovirus, appartenant à la famille des  Secoviridae.
Les virions sont des particules isométriques d'environ 28 nm de diamètre, sans apparentement sérologique avec les 17 autres espèces de Nepovirus.
Ce virus a été découvert en 1983 sur plant de pomme de terre dans la vallée de Comas au Pérou à 3600 mètres d'altitude ,. Il se  manifeste par des symptômes caractéristiques de déformation des feuilles et de taches nécrotiques.
Il est transmis par inoculation mécanique, y compris par contact entre graines et par greffage, et pourrait aussi être transmis par des nématodes du genre Longidorus.

## Référence biologique
- (en) ICTV : Potato virus U  (consulté le 28 février 2021)